# Sin With Sebastian
Sin with Sebastian, pseudonimo di Sebastian Roth (Neustadt an der Weinstraße, 20 settembre 1971), è un cantante e musicista tedesco.

## Biografia
Il successo per Sin With Sebastian è arrivato nel 1995 con il singolo Shut Up (and Sleep with Me), col quale ha conquistato la prima posizione in Spagna, Austria, Finlandia, e Messico, oltre a ottime posizioni in altri Paesi.
Sin With Sebastian ha prodotto tre singoli e un album tra il 1995 e il 1997. Dopo dieci anni di silenzio ha ripreso a incidere, insieme al chitarrista Tom Steinbrecher, col quale ha prodotto il singolo Fuck You (I am in Love). Al singolo è seguito l'album Punk Pop! EP nel giugno del 2008 e Punk Pop! 2 EP nel luglio del 2010.
Nel 2011 Sin With Sebastian ha scritto e prodotto un singolo per la ex pornostar Dolly Buster.

## Discografia

### Album ed EP
- Golden Boy (1995)
- Punk Pop! EP (2008)
- Punk Pop! 2 EP (2010)

### Singoli
- Shut Up (and Sleep with Me) (1995)
- Shut Up (and Sleep with Me) (remix) (1996)
- Golden Boy (1996)
- He Belongs to Me (duetto con Marianne Rosenberg) (1997)
- Fuck You (I am in Love) (2007)
- Fuck You (I am in Love) (remix) (2007)
- That's All? (I'm Not Satisfied) (2010)
- Wake up (feat Dolly Buster) (2011)